# Рослицький Євген Миколайович
Рослицький Євген (* 1927, Товсте — 2008) — канадський мікробіолог українського походження, громадський діяч у діаспорі, публіцист. Автор праць у галузі мікробіології ріллі, бактеріофагів, серології, різобіосинів, гербіцидів та ін. Член багатьох іноземних наукових товариств.

## Біографія
Євген Миколайович Рослицький народився 8 травня 1927 року в містечку Товстому. Спочатку вчився в тутешній загальній школі, а потім — в гімназіях Чорткова, Ярослава, Відня. Іспити на атестат зрілості склав у Мюнхені.
Україну разом із сім'єю покинув 1944 року. Чотири роки жив у Німеччині, де вступив на медичний факультет Мюнхенського університету. З 1948 року жив у Канаді. Там він студіював у Манітобському та Віскозинському університетах. Здобув науковий ступінь доктора мікробіології. Працював в університеті Західного Онтаріо.
Є. Рослицький поєднував свою фахову науково-педагогічну роботу з активною участю в громадсько-політичному житті. Декілька років вів безкоштовний університетський курс української мови. Входив у склад управи Комітету українців Канади. Заснував та очолив Комітет оборони прав людини на Сході Європи. За часів радянської влади домагався звільнення з тюрем та концтаборів українських дисидентів, зокрема мікробіолога Строката Ніни Строкатої-Караванської. Підписався під меморандумом до ООН у справі захисту Чечні від російської агресії. Доклав зусиль у розбудову українського шкільництва в Канаді. Був членом редколегії педагогічного журналу «Рідношкільник». Автор наукових, публіцистичних, літературних англо- та україномовних публікацій.
|  | За професією я мікробіолог,а в душі літературолюбець,борець за волю народів, національну і соціальну справедливість. |

Досяг певних успіхів у галузі публіцистики . У статті «У шістдесяту річницю великого голодомору 1933 року» називає справжнім винуватцем голоду сталінський режим, який планово винищував українську націю.
Помер Євген Рослицький у 2008 році, похований у Канаді.

## Перекладацька діяльність
У 1966 році, перебуваючи у Варшаві, він випадково побачив книгу «Українські ночі або родовід генія»Єжи Єнджеевича. Твір зацікавив Є. Рослицького. Через кілька років інтенсивної праці був готовий переклад. Є. Рослицький надіслав його київському видавництву «Дніпро». Невеликий уривок з перекладу був надрукований у журналі «Вітчизна», але публікація не продовжилася. Лише 1980 року Наукове товариство імені Шевченка в Канаді видало спільну працю Я. Єнджеєвича та Є. Рослицького. Своїм перекладом Є. Рослицький зробив великий внесок у справу порозуміння і культурного співробітництва між українським та польським народами.